# Crnojevića država
Crnojevića država, treća povijesna crnogorska država, je postojala od 1451. do najkasnije 1498. godine.

#### Povijesni kontekst
Posljednji vladar samostalne zetske države, Balša III., umro je 1421. godine i pravo na upravljanje državom su, zbog obiteljskih veza, polagali srpski despoti Stefan Lazarević i Đurađ Branković iz Smedereva. 
Nakon nestanka Balšića s povijesne scene, glavna obitelj u Zeti podstaju Crnojevići, pravoslavni plemići iz planinskih oblasti okolo Lovćena. 

### Borba za neovisnost
- Crnojevića država
- Grb Zete iz doba Crnojevića

Povijesni izvori do 1451. ne spominju Crnojeviće ni kao suradnike ali ni kao protivnike srpski despota. Crnojevići su do te godine proširili svoje teritorije i definitivno ovladali političkim i gospodarskim životom.
1451. stupio je Stefan I. Crnojević u pregovore s Mletačkom Republikom koja ga je priznavala za legitimnog vladara. Također su mu Mlečani davali godišnju plaću, priznali titulu vojvode i njegove posjede oko Kotora.
No, Srbi predvođeni despotom Đurađem Brankovićem, 1452. Stefana I. pokušali su zbaciti. Došlo je do bitke kod Skadarskoga jezera u kojoj je Stefan I. odnio pobjedu i zauzeo Podgoricu. Despot Branković je kontrolirao još nekoliko narednih godina utvrdu Medun u Kučima, no Crnojevići su ostali na prijestolju.
Nakon smrti oca Stefana, Ivan Crnojević je naslijedio prijestolje. Godine 1465. napao je posjede Mletačke Republike na Crnogorskom primorju, poglavito oko Kotora, pozivajući se na povijesno pravo nad ovim oblastima. No, premda su ga prvotno Mlečani osudili na smrt, naredne su se godine dogovorili s Ivanom. Darovali su ga titulom vojvode, a Ivan je zauzvrat obećao da će obustaviti oružane napade i umiriti tamošnje stanivništvo koje mu je bilo sklono.

### Između Osmanlija i Mlečana
Godine 1471. Osmanlije su uspjele pritisnuti Ivana te im je morao obećati davanje godišnjeg danka od 700 zlatnih dukata. No, Mlečani su opet nastojali pridobiti Ivana, pa su 1473. dali Ivanu i njegovim potomcima mletačke plemićke titule, vojnu opskrbu i 600 dukata godišnje pomoći. 
1474. Ivan prestao plaćati danak Osmanlijama. Te je godine otpočela osmanska opsada Skadra, kojeg su kontrolirali Mlečani. Ivan je uputio Mlečanima u pomoć postrojbe u jačini od 8.000 ljudi, pa je osmanlijski pokušaj zauzimanja Skadra propao.

### Prijestolnice
Povijesni izvori iz 15. stoljeća, za doba Stefana I. Crnojevića i njegova sina i nasljednika gospodara Ivana Crnojevića, Žabljak Crnojevića opisuju kao državno središte. Iz njega je pokušan organizirani otpor navali Osmanlija s juga, kroz ravnicu okolo Skadarskoga jezera. U Žabljaku Crnojevića bila je dvorska palača i Crkva Sv.Đorđija (kasnije pretvorena u džamiju). Crnojevići su izmjestili državno središte u planine, najprije u utvrdu Obod - u konačnom na Cetinje.
1479. Mlečanii su Osmanlijama predali Skadar koji su dobili priliku koncentrirati snage na Crnu Goru. Ivan je te godine prešao na teritorij Mletačke Republike.
Nakon smrti sultana Mehmeda III. Ivan se 1481. u velikom stilu vraća sa svojim postrojbama u domovinu, te u silovitim naletima protjeruje Osmanlije. No, nakon što su se konsolidirali, Osmanlije su opet priprijetile Crnoj Gori i Ivan ponovno prihvaća isplaćivati godišnji danak.
Također, u tome je razdoblju Ivan imao sporove s Mlečanima oko svojih solana u okolici Kotora (Grbalj). Njegova je država obuhvaćala i uski dio obale od Miločera do Svetog Stefana.
Stiješnjen od onovremene vojne i političke sile, Osmanskoga Carstva, Ivan je poslao svoga najmlađeg sina Stanišu kao zalog mira u Carigrad, kamo je ovaj kasnije prešao na islam i nazvao se po svome albanskome ujaku, Skenderbeg - Staniša (Skender-beg) Crnojević.

### Posljednje godine neovisnosti
Đurađ Crnojević, najstariji sin i nasljednik Ivana Crnojevića, lipnja 1490. je naslijedio prijestoljeIvana Crnojevića u gotovo beznadežnim vanjsko-političkim uvjetima, između Osmanskoga Carstva i Mletačke Republike, suočen sa snažnim procesom islamizacije Crne Gore.
Tijekom 1496. Đurađ se zainteresirao za plan francuskoga kralja Karla VIII. o podizanju ustanka u susjednoj Albaniji, što su Osmanlije otkrile i dali mu ultimatum da napusti Crnu Goru. Povlači se Đurađ na svoje posjede u okolici Budve a potom u Mletačku Republiku.
Stefan II. Crnojević, srednji sin Ivana Crnojevića, tijekom 1496. sukobio se s oko prijestolja svojim starijim bratim Đurađom kojega je pokušao zbaciti uz pomoć Osmanlija.  
No, nakon što je Đurađ morao napustiti Crnu Goru, Stefan II. nije dobio očekivanu nagradu - crnogorsko prijestolje.
Osmanlije su 1497. obavile popis u Crnoj Gori što znači da je ona bila od tada, neko vrijeme, faktički pod vlašću skadarskoga sandžak-bega.
1501. je Đurađ pokušao izvesti ustanak u Crnoj Gori, no bezuspješno, Osmanlije ga uhićuju i odvode u Carigrad.  Umro je Đurađ u Anadoliji oko 1511. godine.

### Ostavština Crnojevića
Za doba Crnojevića se trajno ustalio naziv Crna Gora.
Dalje, crnogorska povijesna prijestolnica će postati Cetinje, a Cetinjski manastir, ne samo vjersko i kulturno, no od konca 17. stoljeća i državotvorno središte crnogorskog naroda.
U kulturološkom pogledu najvažniji događaj je iz kraja 15. stoljeća kada je na Cetinju (Obod), unutar pravoslavnog manastira proradila Crnojevića tiskare, prva državna tiskare u povijesti koja je izradila Oktoih i još nekoliko bogoslužbenih ćiriličnih knjiga.
Glavni tiskar je bio Makarije od Crne Gore a tiskane knjige su:
- Oktoih - prvoglasnik I-IV glas (4. siječnja 1494. godine, Obod) prva ćirilična knjiga u Južnih Slavena

- Psaltir - sa posljedovanjem (22. rujna 1494. godine, Cetinje)

- Oktoih - petoglasnik V-VIII glas (nema točnog podatka)

- Evanđelje - (1496. godine, Cetinje)[1]